# Saint-Aignan (Tarn-et-Garonne)
Pour les articles homonymes, voir Saint-Aignan.
Saint-Aignan, connu sous la Révolution sous le nom de Aignan-sur-Roche, est une commune française située dans l'ouest du département de Tarn-et-Garonne, en région Occitanie.
Sur le plan historique et culturel, la commune est dans la Lomagne, une ancienne circonscription de la province de Gascogne ayant titre de vicomté, surnommée « Toscane française ».
Exposée à un climat océanique altéré, elle est drainée par la Garonne, le ruisseau de Saint-Michel et par divers autres petits cours d'eau. La commune possède un patrimoine naturel remarquable : un site Natura 2000 (« Garonne, Ariège, Hers, Salat, Pique et Neste »), un espace protégé (le « cours de la Garonne, de l'Aveyron, du Viaur et du Tarn ») et trois zones naturelles d'intérêt écologique, faunistique et floristique.
Saint-Aignan est une commune rurale qui compte 407 habitants en 2022.  Elle fait partie de l'aire d'attraction de Castelsarrasin. Ses habitants sont appelés les Saint-Aignanais ou  Saint-Aignanaises.

## Géographie

### Localisation
Saint-Aignan est située sur la rive gauche de la Garonne. Au sud-ouest, le village est dominé par les coteaux boisés de chênes et d'ormeaux annonciateurs de la Lomagneproche ( l'om est le mot occitan qui désigne l'ormeau) . La superficie de la commune est de 484 hectares. L’arboriculture et les cultures céréalières occupent la majeure partie de la surface agricole. Les activités industrielles se trouvent à Castelsarrasin tout proche, à Montauban distant de 25 km, ou Toulouse que l’on atteint rapidement par l’autoroute.

### Communes limitrophes
Les communes limitrophes sont  Castelferrus, Castelmayran et Castelsarrasin.
|                          |              | Castelsarrasin |
| Castelmayran             | Saint-Aignan |                |
|                          |              | Castelferrus   |
| Enclave : Castelsarrasin |              |                |

### Hydrographie

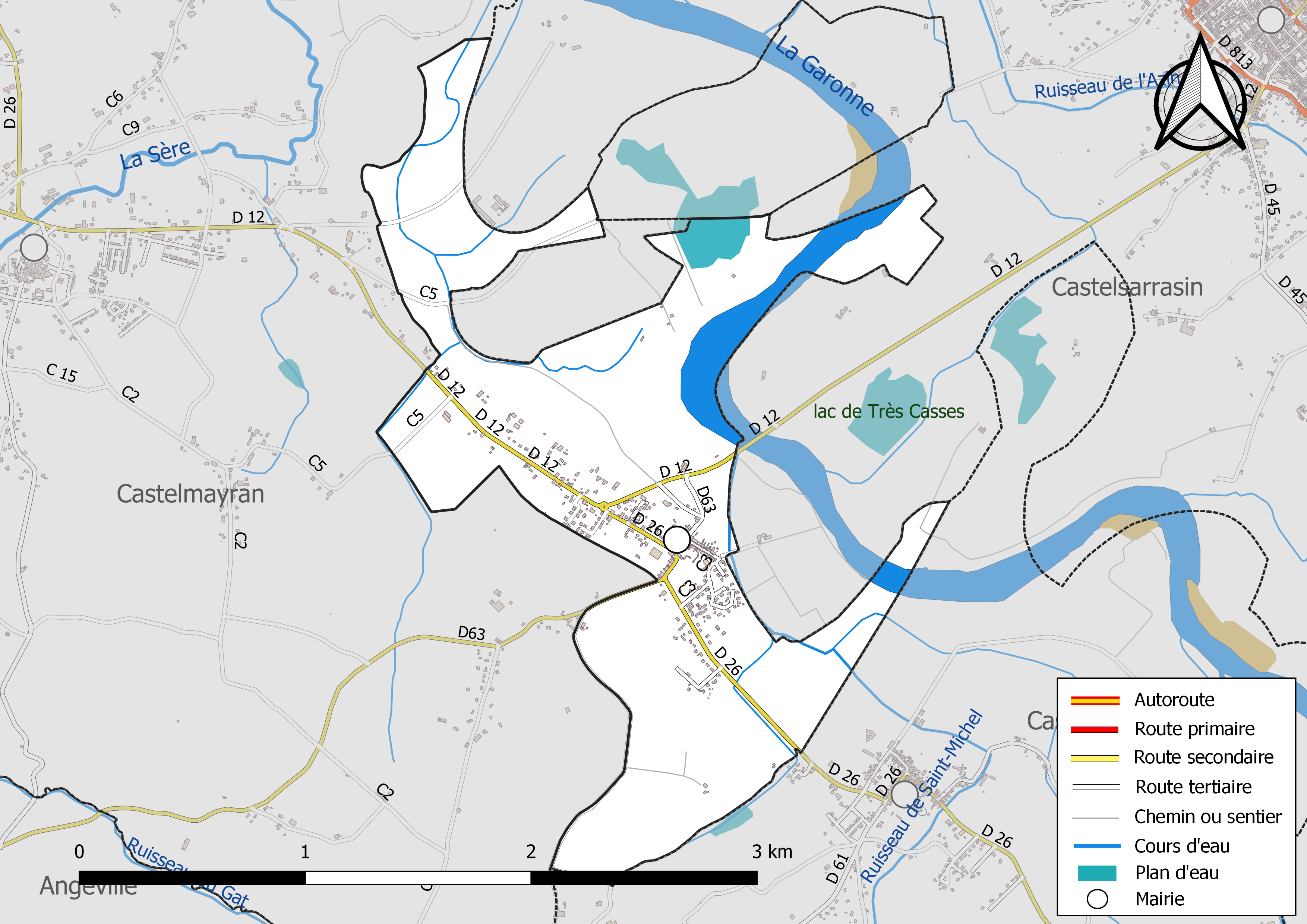
Réseaux hydrographique et routier de Saint-Aignan.

La commune est dans le bassin versant de la Garonne, au sein du bassin hydrographique Adour-Garonne. Elle est drainée par la Garonne, le ruisseau de Saint-Michel, la Gimonasse et par divers petits cours d'eau, constituant un réseau hydrographique de 6 km de longueur totale,.
La Garonne est un fleuve principalement français prenant sa source en Espagne et qui coule sur 529 km avant de se jeter dans l’océan Atlantique.

### Climat
Pour des articles plus généraux, voir Climat de l'Occitanie et Climat de Tarn-et-Garonne.
En 2010, le climat de la commune est de type climat du Bassin du Sud-Ouest, selon une étude du Centre national de la recherche scientifique s'appuyant sur une série de données couvrant la période 1971-2000. En 2020, Météo-France publie une typologie des climats de la France métropolitaine dans laquelle la commune est exposée à un climat océanique altéré et est dans la région climatique Aquitaine, Gascogne, caractérisée par une pluviométrie abondante au printemps, modérée en automne, un faible ensoleillement au printemps, un été chaud (19,5 °C), des vents faibles, des brouillards fréquents en automne et en hiver et des orages fréquents en été (15 à 20 jours).
Pour la période 1971-2000, la température annuelle moyenne est de 12,8 °C, avec une amplitude thermique annuelle de 15,6 °C. Le cumul annuel moyen de précipitations est de 746 mm, avec 10,6 jours de précipitations en janvier et 6 jours en juillet. Pour la période 1991-2020, la température moyenne annuelle observée sur la station météorologique de Météo-France la plus proche, « Castelsarrasin », sur la commune de Castelsarrasin à 4 km à vol d'oiseau, est de 13,6 °C et le cumul annuel moyen de précipitations est de 698,6 mm. 
La température maximale relevée sur cette station est de 43,1 °C, atteinte le 24 août 2023 ; la température minimale est de −13,8 °C, atteinte le 9 février 2012,,.
Les paramètres climatiques de la commune ont été estimés pour le milieu du siècle (2041-2070) selon différents scénarios d'émission de gaz à effet de serre à partir des nouvelles projections climatiques de référence DRIAS-2020. Ils sont consultables sur un site dédié publié par Météo-France en novembre 2022.

### Milieux naturels et biodiversité

#### Espaces protégés
La protection réglementaire est le mode d’intervention le plus fort pour préserver des espaces naturels remarquables et leur biodiversité associée,.
Un  espace protégé est présent sur la commune : 
le « cours de la Garonne, de l'Aveyron, du Viaur et du Tarn », objet d'un arrêté de protection de biotope, d'une superficie de 1 262,3 ha.

#### Réseau Natura 2000

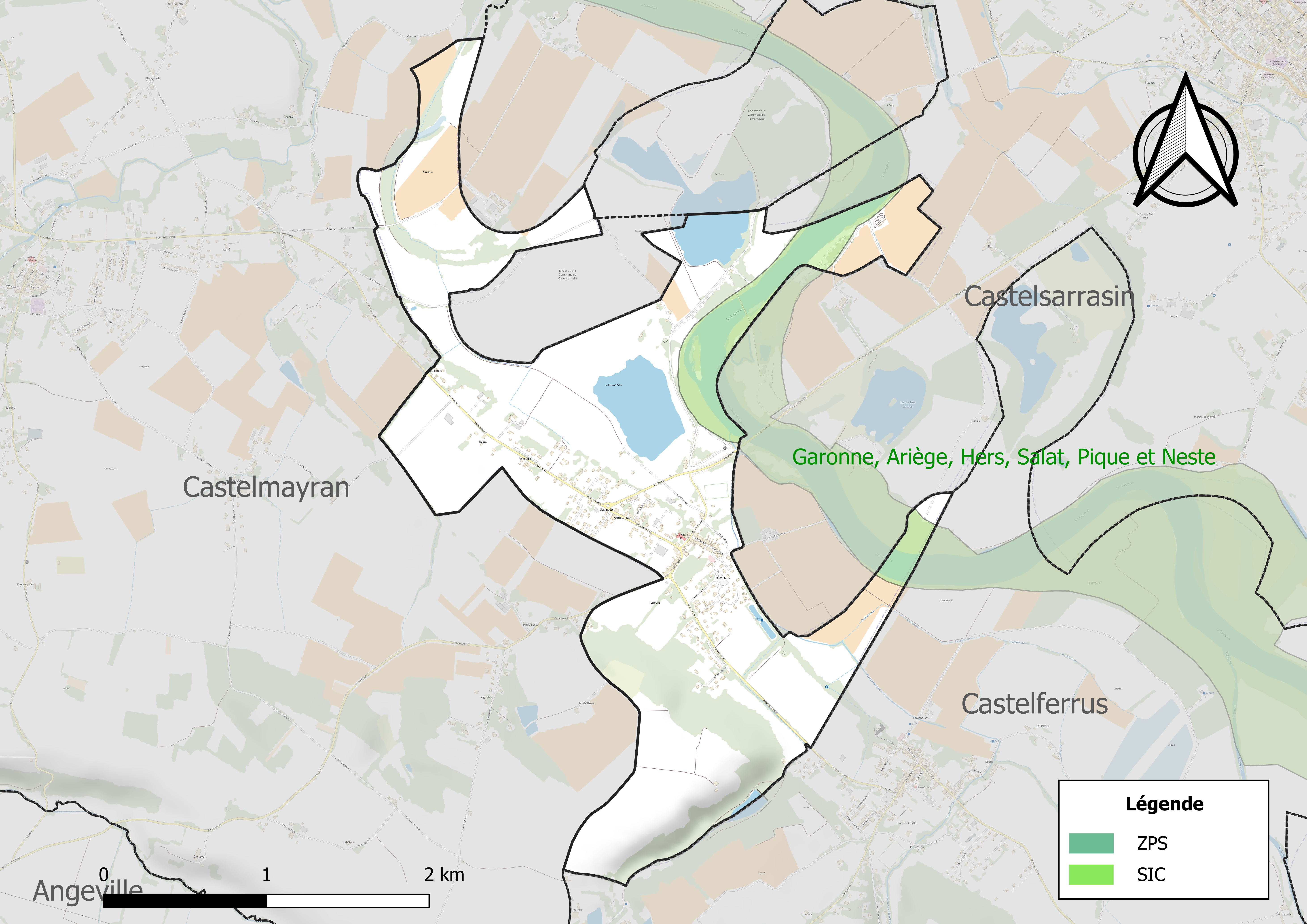
Site Natura 2000 sur le territoire communal.

Le réseau Natura 2000 est un réseau écologique européen de sites naturels d'intérêt écologique élaboré à partir des directives habitats et oiseaux, constitué de zones spéciales de conservation (ZSC) et de zones de protection spéciale (ZPS).
Un site Natura 2000 a été défini sur la commune au titre de la directive habitats : « Garonne, Ariège, Hers, Salat, Pique et Neste », d'une superficie de 9 581 ha, un réseau hydrographique pour les poissons migrateurs, avec des zones de frayères actives et potentielles importantes pour le Saumon en particulier qui fait l'objet d'alevinages réguliers et dont des adultes atteignent déjà Foix sur l'Ariège.

#### Zones naturelles d'intérêt écologique, faunistique et floristique
L’inventaire des zones naturelles d'intérêt écologique, faunistique et floristique (ZNIEFF) a pour objectif de réaliser une couverture des zones les plus intéressantes sur le plan écologique, essentiellement dans la perspective d’améliorer la connaissance du patrimoine naturel national et de fournir aux différents décideurs un outil d’aide à la prise en compte de l’environnement dans l’aménagement du territoire.
Deux ZNIEFF de type 1 sont recensées sur la commune :
« la Garonne de Montréjeau jusqu'à Lamagistère » (5 075 ha), couvrant 92 communes dont 63 dans la Haute-Garonne, trois dans le Lot-et-Garonne et 26 dans le Tarn-et-Garonne, et 
les « village de Saint-Aignan et boisements riverains » (281 ha), couvrant 5 communes du département
et une ZNIEFF de type 2, : 
« la Garonne et milieux riverains, en aval de Montréjeau » (6 874 ha), couvrant 93 communes dont 64 dans la Haute-Garonne, trois dans le Lot-et-Garonne et 26 dans le Tarn-et-Garonne.

Carte des ZNIEFF de type 1 et 2 à Saint-Aignan.
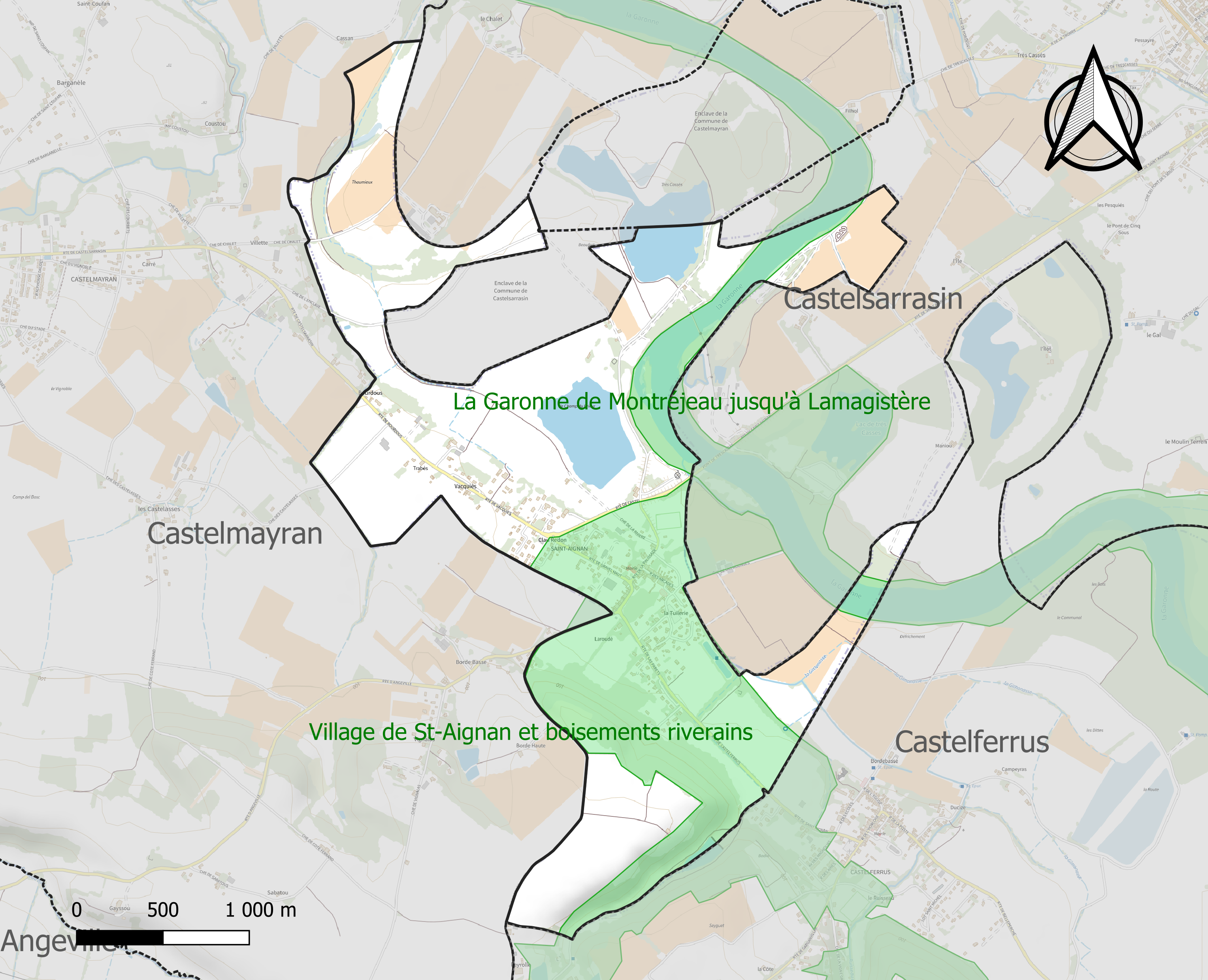
Carte des ZNIEFF de type 1 sur la commune.
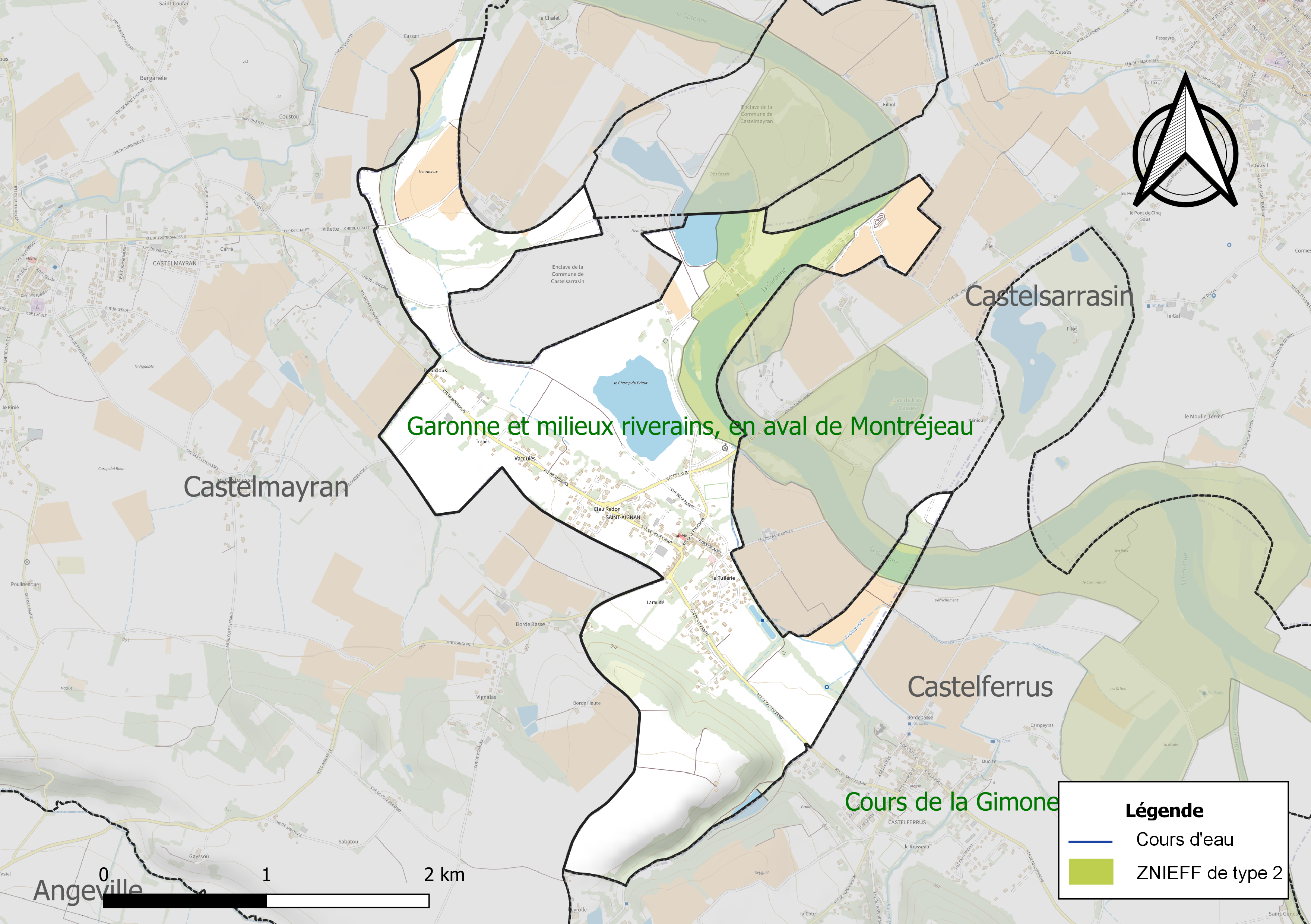
Carte de la ZNIEFF de type 2 sur la commune.

## Urbanisme

### Typologie
Au 1er janvier 2024, Saint-Aignan est catégorisée bourg rural, selon la nouvelle grille communale de densité à sept niveaux définie par l'Insee en 2022.
Elle est située hors unité urbaine. Par ailleurs la commune fait partie de l'aire d'attraction de Castelsarrasin, dont elle est une commune de la couronne,. Cette aire, qui regroupe 6 communes, est catégorisée dans les aires de moins de 50 000 habitants,.

### Occupation des sols
L'occupation des sols de la commune, telle qu'elle ressort de la base de données européenne d’occupation biophysique des sols Corine Land Cover (CLC), est marquée par l'importance des territoires agricoles (65,8 % en 2018), en diminution par rapport à 1990 (83,3 %). La répartition détaillée en 2018 est la suivante : 
terres arables (36,8 %), cultures permanentes (17,5 %), zones urbanisées (15,6 %), zones agricoles hétérogènes (11,5 %), forêts (9,5 %), eaux continentales (9,1 %). L'évolution de l’occupation des sols de la commune et de ses infrastructures peut être observée sur les différentes représentations cartographiques du territoire : la carte de Cassini (XVIIIe siècle), la carte d'état-major (1820-1866) et les cartes ou photos aériennes de l'IGN pour la période actuelle (1950 à aujourd'hui).

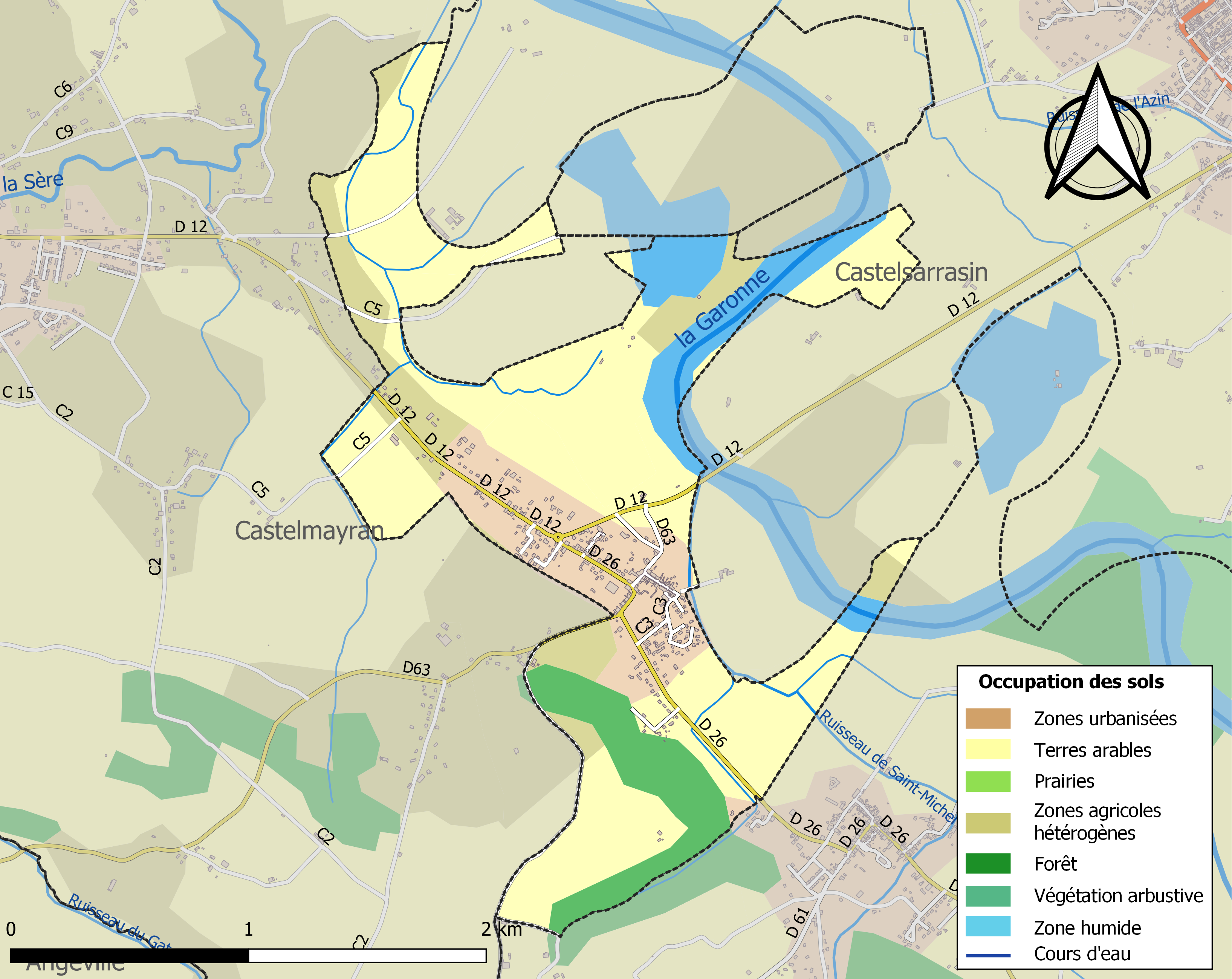
Carte des infrastructures et de l'occupation des sols de la commune en 2018 (CLC).

### Risques majeurs
Le territoire de la commune de Saint-Aignan est vulnérable à différents aléas naturels : météorologiques (tempête, orage, neige, grand froid, canicule ou sécheresse), inondations, mouvements de terrains et séisme (sismicité très faible). Il est également exposé à deux risques technologiques,  le transport de matières dangereuses et le risque nucléaire. Un site publié par le BRGM permet d'évaluer simplement et rapidement les risques d'un bien localisé soit par son adresse soit par le numéro de sa parcelle.

#### Risques naturels
Certaines parties du territoire communal sont susceptibles d’être affectées par le risque d’inondation par débordement de cours d'eau, notamment la Garonne. La cartographie des zones inondables en ex-Midi-Pyrénées réalisée dans le cadre du XIe Contrat de plan État-région, visant à informer les citoyens et les décideurs sur le risque d’inondation, est accessible sur le site de la DREAL Occitanie. La commune a été reconnue en état de catastrophe naturelle au titre des dommages causés par les inondations et coulées de boue survenues en 1982, 1993, 1999, 2006, 2007 et 2018,.
Saint-Aignan est exposée au risque de feu de forêt. Le département de Tarn-et-Garonne présentant toutefois globalement un niveau d’aléa moyen à faible très localisé, aucun Plan départemental de protection des forêts contre les risques d’incendie de forêt (PFCIF) n'a été élaboré. Le débroussaillement aux abords des maisons constitue l’une des meilleures protections pour les particuliers contre le feu,.

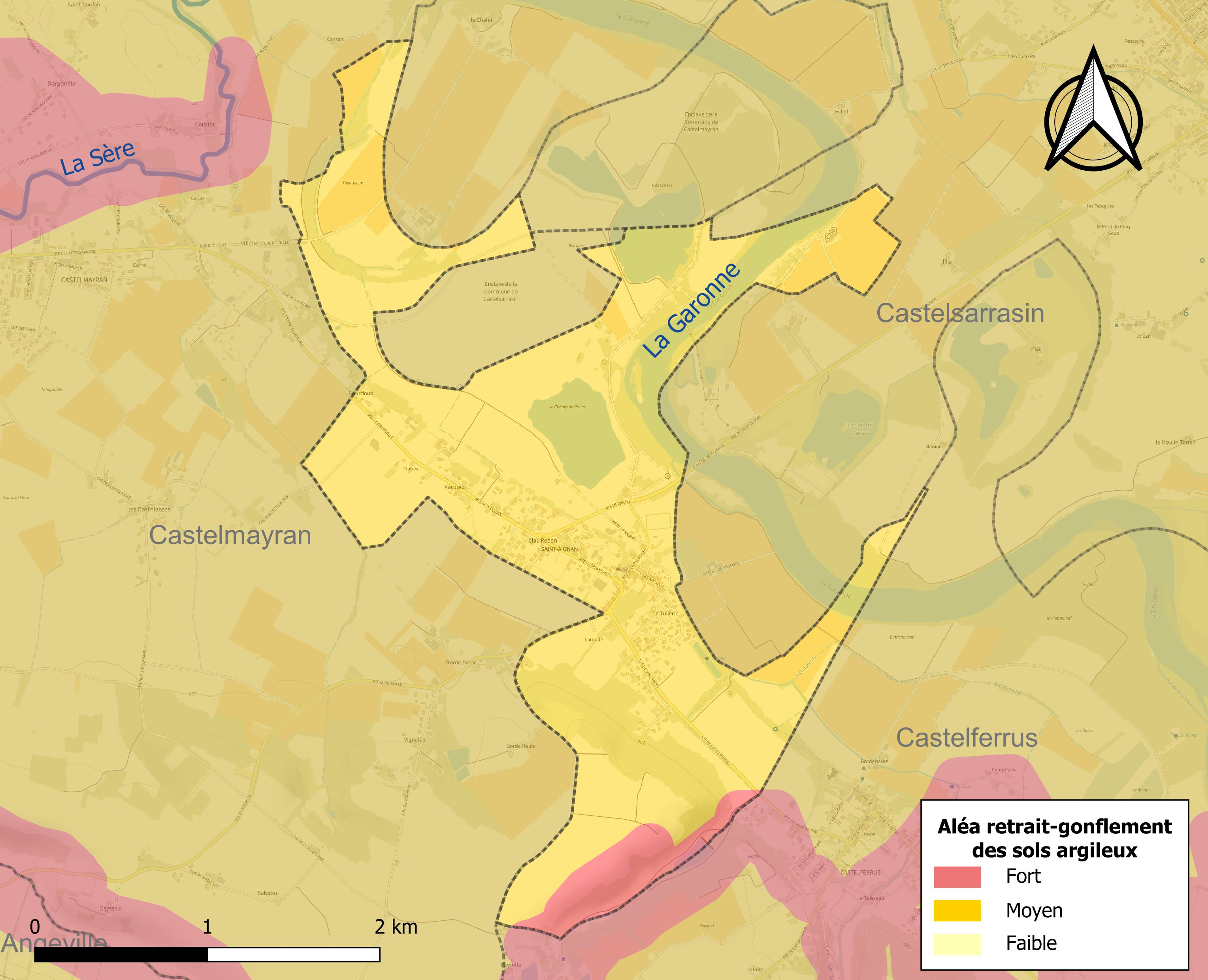
Carte des zones d'aléa retrait-gonflement des sols argileux de Saint-Aignan.

Les mouvements de terrains susceptibles de se produire sur la commune sont des tassements différentiels.
Le retrait-gonflement des sols argileux est susceptible d'engendrer des dommages importants aux bâtiments en cas d’alternance de périodes de sécheresse et de pluie. La totalité de la commune est en aléa moyen ou fort (92 % au niveau départemental et 48,5 % au niveau national). Sur les 196 bâtiments dénombrés sur la commune en 2019, 196 sont en aléa moyen ou fort, soit 100 %, à comparer aux 96 % au niveau départemental et 54 % au niveau national. Une cartographie de l'exposition du territoire national au retrait gonflement des sols argileux est disponible sur le site du BRGM,.
Par ailleurs, afin de mieux appréhender le risque d’affaissement de terrain, l'inventaire national des cavités souterraines permet de localiser celles situées sur la commune.
Concernant les mouvements de terrains, la commune a été reconnue en état de catastrophe naturelle au titre des dommages causés par la sécheresse en 1989, 1992, 1998, 2002, 2003 et 2009 et par des mouvements de terrain en 1999.

#### Risques technologiques
Le risque de transport de matières dangereuses sur la commune est lié à sa traversée par des infrastructures routières ou ferroviaires importantes ou la présence d'une canalisation de transport d'hydrocarbures. Un accident se produisant sur de telles infrastructures est susceptible d’avoir des effets graves sur les biens, les personnes ou l'environnement, selon la nature du matériau transporté. Des dispositions d’urbanisme peuvent être préconisées en conséquence.
En cas d’accident grave, certaines installations nucléaires sont susceptibles de rejeter dans l’atmosphère de l’iode radioactif. La commune étant située dans le périmètre de sûreté de 20 km autour de la centrale nucléaire de Golfech, elle est exposée au risque nucléaire. En cas d'accident nucléaire, une alerte est donnée par différents médias (sirène, sms, radio, véhicules). Dès l'alerte, les personnes habitant dans le périmètre de 2 km se mettent à l'abri. Les personnes habitant dans le périmètre de 20 km peuvent être amenées, sur ordre du préfet, à évacuer et ingérer des comprimés d'iode,,.

## Toponymie
Ce n’est qu’en 1318, vraisemblablement sous l’influence des moniales, que le village, alors appelé Bragayrac, devient Saint-Aignan du nom de l’évêque qui sauva Orléans.
Durant la Révolution, la commune porte le nom d'Aignan-sur-Roche.
Ses habitants sont appelés les Saint-Aignanais.

## Histoire
Au XIIe siècle, initié par Géraud de Sale, religieux ermite, disciple de Robert d’Arbrissel, l’ordre de Fontevrault s’installe, en 1122, à Bragayrac où il prend la suite d’une petite communauté féminine dépendante de l’abbaye moissagaise.

Vers 1318, le prieuré dénombre jusqu'à 60 religieuses. Les calamités, les épidémies, les exactions, la guerre de Cent Ans (1337-1453) et un incendie mettent en péril cette petite communauté.
En octobre 1356, le lieutenant sénéchal de Toulouse fait appel aux religieuses pour sauver l’hôpital Saint-Louis de Castelsarrasin de la ruine.
En 1372, elles déclarent « n’être à Castelsarrasin qu’en attendant la construction d’un fort autour de leur prieuré de Saint-Aignan[réf. non conforme] ».
La date de la réalisation du « fortin » n'est pas connue, mais un acte fournit une description en marge : « Tout conduit au bout du pont de bois par lequel on entre dans le fort et prieuré du lieu, habité auparavant les guerres, des nonaines. Fort comprenant 25 maisons et enfermant un deuxième fort où était l’église et couvent desdites sœurs ». Au delà, l’abbaye de Grand Selves est abandonnée (1435), les moines de Belleperche sont sans ressource. Le dernier prieur, Jean Duret, fait abandon de sa charge. En 1436, « personne dans le couvent ni le village ».
Durant cette longue période, l’ordre de Fontevrault est en désordre. L’autorité de l’abbesse est contestée. Renée de Bourbon sollicite l’aide du Parlement et l’intervention du roi Louis XII.
Le 26 juillet 1517, Renée de Bourbon (1468 † 1534), la 27e abbesse de l'ordre de Fontevraud, redevient maîtresse de l'ordre monastique et la paix revient dans les murs du Prieuré.
1491-1534 : Renée de Bourbon (1468 † 1534)
Gabriel Forest (1514-1539), prieur, arrive à Saint-Aignan. Deux précieux documents en attestent. Le premier aux archives de Tarn-et-Garonne pour « la nomination d’un peintre de Moissac, Jean Lemesque ». Le second aux archives de Maine-et-Loire, un parchemin d’une exceptionnelle qualité de peinture « vue et figure des lieux». Le peintre, indéniablement[réf. nécessaire] Jean Lemesque, représente un fort, un monastère, un cimetière, l’église, le barri avec, au carrefour, les « piliers de justice ». Plus loin, nous voyons le village de Castelferrus et l’enclave des « Esclapats » faisant partie de Saint-Aignan. Indiscutablement, ce document est indissociable d’un même procès : Forest contre Castelferrus et, par là même, Jean de Luppé, et contre Saint-Aignan. Effectivement, les habitants sont en procès contre Forest, l’accusant de « n’avoir pas tenu la main » aux réparations régulières de l’église. Gabriel Forest et Jean de Luppé sont contraints de se dessaisir « de la tierce partie des fruits décimaux… qui seront convertis et appliqués à la réparation de l’église » (1514-1525). C’est ainsi que l’église Saint-Jean-Baptiste est érigée et son clocher domine, aujourd'hui encore, le village.
Les religieuses réinvestiront, de façon rocambolesque[précision nécessaire], le prieuré en 1619. La prieure est, depuis toujours, « seigneuresse » du lieu. Ces dames construisent, commercent, gèrent, afferment le port, la tuilerie, les métairies, le moulin à nef… Les consuls s’affrontent à ce pouvoir en place. Les conflits d’intérêts ne manquent pas et sont quasi permanents.
Pendant la Révolution, les bouleversements, tant au niveau des consuls, des habitants, des paroissiens et des religieux sont multiples : En septembre 1793, le corps municipal se rend au prieuré, lecture est faite de la loi portant sur la vente des biens nationaux. Le prieuré est vendu en trois lots à Richard de Castelsarrasin. Montagnards et Girondins s’échauffent, les visites domiciliaires se multiplient.
La Garonne n’a cessé de divaguer sur les 3 km qui séparent Saint-Aignan de Castelsarrasin, apportant son lot d’inondations dramatiques. Malgré tout, sur ce fleuve turbulent, la navigation commerciale a été prospère durant quelques siècles, jusqu’à l’arrivée des nouveaux moyens de communications et surtout des ponts. Ils ont permis de traverser plus rapidement pour joindre les villes.

## Politique et administration

### Liste des maires
| Période                                  | Période       | Identité           | Étiquette      | Qualité     |
| ---------------------------------------- | ------------- | ------------------ | -------------- | ----------- |
| décembre 1947                            | mars 1983     | Jean-Marie Fournié | PS             |             |
| mars 1983                                | décembre 1983 | Christian Caunes   |                |             |
| janvier 1984                             | mai 2020      | Jean-Marie Bence   | PS             |             |
| mai 2020                                 | En cours      | Philippe Fournié   | Sans étiquette | Agriculteur |
| Les données manquantes sont à compléter. |               |                    |                |             |

### Intercommunalité
La commune fait partie de la communauté de communes Terres des Confluences.

## Démographie
L'évolution du nombre d'habitants est connue à travers les recensements de la population effectués dans la commune depuis 1793. Pour les communes de moins de 10 000 habitants, une enquête de recensement portant sur toute la population est réalisée tous les cinq ans, les populations de référence des années intermédiaires étant quant à elles estimées par interpolation ou extrapolation. Pour la commune, le premier recensement exhaustif entrant dans le cadre du nouveau dispositif a été réalisé en 2008.

En 2022, la commune comptait 407 habitants, en évolution de −0,73 % par rapport à 2016 (Tarn-et-Garonne : +3,12 %, France hors Mayotte : +2,11 %).
| 1793 | 1800 | 1806 | 1821 | 1831 | 1836 | 1841 | 1846 | 1851 |
| ---- | ---- | ---- | ---- | ---- | ---- | ---- | ---- | ---- |
| 525  | 420  | 500  | 528  | 570  | 553  | 522  | 522  | 528  |

| 1856 | 1861 | 1866 | 1872 | 1876 | 1881 | 1886 | 1891 | 1896 |
| ---- | ---- | ---- | ---- | ---- | ---- | ---- | ---- | ---- |
| 515  | 513  | 418  | 433  | 351  | 340  | 334  | 325  | 333  |

| 1901 | 1906 | 1911 | 1921 | 1926 | 1931 | 1936 | 1946 | 1954 |
| ---- | ---- | ---- | ---- | ---- | ---- | ---- | ---- | ---- |
| 320  | 301  | 269  | 215  | 206  | 211  | 225  | 257  | 270  |

| 1962 | 1968 | 1975 | 1982 | 1990 | 1999 | 2006 | 2008 | 2013 |
| ---- | ---- | ---- | ---- | ---- | ---- | ---- | ---- | ---- |
| 304  | 314  | 302  | 321  | 393  | 409  | 413  | 414  | 413  |

| 2018 | 2022 | - | - | - | - | - | - | - |
| ---- | ---- | - | - | - | - | - | - | - |
| 401  | 407  | - | - | - | - | - | - | - |

## Économie

### Revenus
En 2018, la commune compte 176 ménages fiscaux, regroupant 411 personnes. La médiane du revenu disponible par unité de consommation est de 19 820 € (20 140 € dans le département).

### Emploi
|                | 2008  | 2013   | 2018   |
| -------------- | ----- | ------ | ------ |
| Commune        | 6,3 % | 13,1 % | 12,9 % |
| Département    | 8,4 % | 10,2 % | 10,3 % |
| France entière | 8,3 % | 10 %   | 10 %   |

En 2018, la population âgée de 15 à 64 ans s'élève à 241 personnes, parmi lesquelles on compte 74,7 % d'actifs (61,8 % ayant un emploi et 12,9 % de chômeurs) et 25,3 % d'inactifs,. En  2018, le taux de chômage communal (au sens du recensement) des 15-64 ans est supérieur à celui du département et de la France, alors qu'en 2008 la situation était inverse.
La commune fait partie de la couronne de l'aire d'attraction de Castelsarrasin, du fait qu'au moins 15 % des actifs travaillent dans le pôle,. Elle compte 64 emplois en 2018, contre 67 en 2013 et 67 en 2008. Le nombre d'actifs ayant un emploi résidant dans la commune est de 152, soit un indicateur de concentration d'emploi de 42,2 % et un taux d'activité parmi les 15 ans ou plus de 53,5 %.
Sur ces 152 actifs de 15 ans ou plus ayant un emploi, 16 travaillent dans la commune, soit 11 % des habitants. Pour se rendre au travail, 96,7 % des habitants utilisent un véhicule personnel ou de fonction à quatre roues, 0,7 % les transports en commun, 1,4 % s'y rendent en deux-roues, à vélo ou à pied et 1,3 % n'ont pas besoin de transport (travail au domicile).

### Activités hors agriculture
19 établissements sont implantés  à Saint-Aignan au 31 décembre 2019.
Le secteur du commerce de gros et de détail, des transports, de l'hébergement et de la restauration est prépondérant sur la commune puisqu'il représente 31,6 % du nombre total d'établissements de la commune (6 sur les 19 entreprises implantées  à Saint-Aignan), contre 29,7 % au niveau départemental.

### Agriculture
|               | 1988 | 2000 | 2010 | 2020 |
| ------------- | ---- | ---- | ---- | ---- |
| Exploitations | 10   | 7    | 7    | 3    |
| SAU (ha)      | 255  | 360  | 444  | 147  |

La commune est dans les « Vallées et Terrasses », une petite région agricole occupant le centre et une bande d'est en ouest  du département de Tarn-et-Garonne. En 2020, l'orientation technico-économique de l'agriculture  sur la commune est la culture de céréales et/ou d'oléoprotéagineuses. Trois exploitations agricoles ayant leur siège dans la commune sont dénombrées lors du recensement agricole de 2020 (dix en 1988). La superficie agricole utilisée est de 147 ha,,.

## Culture locale et patrimoine

### Lieux et monuments

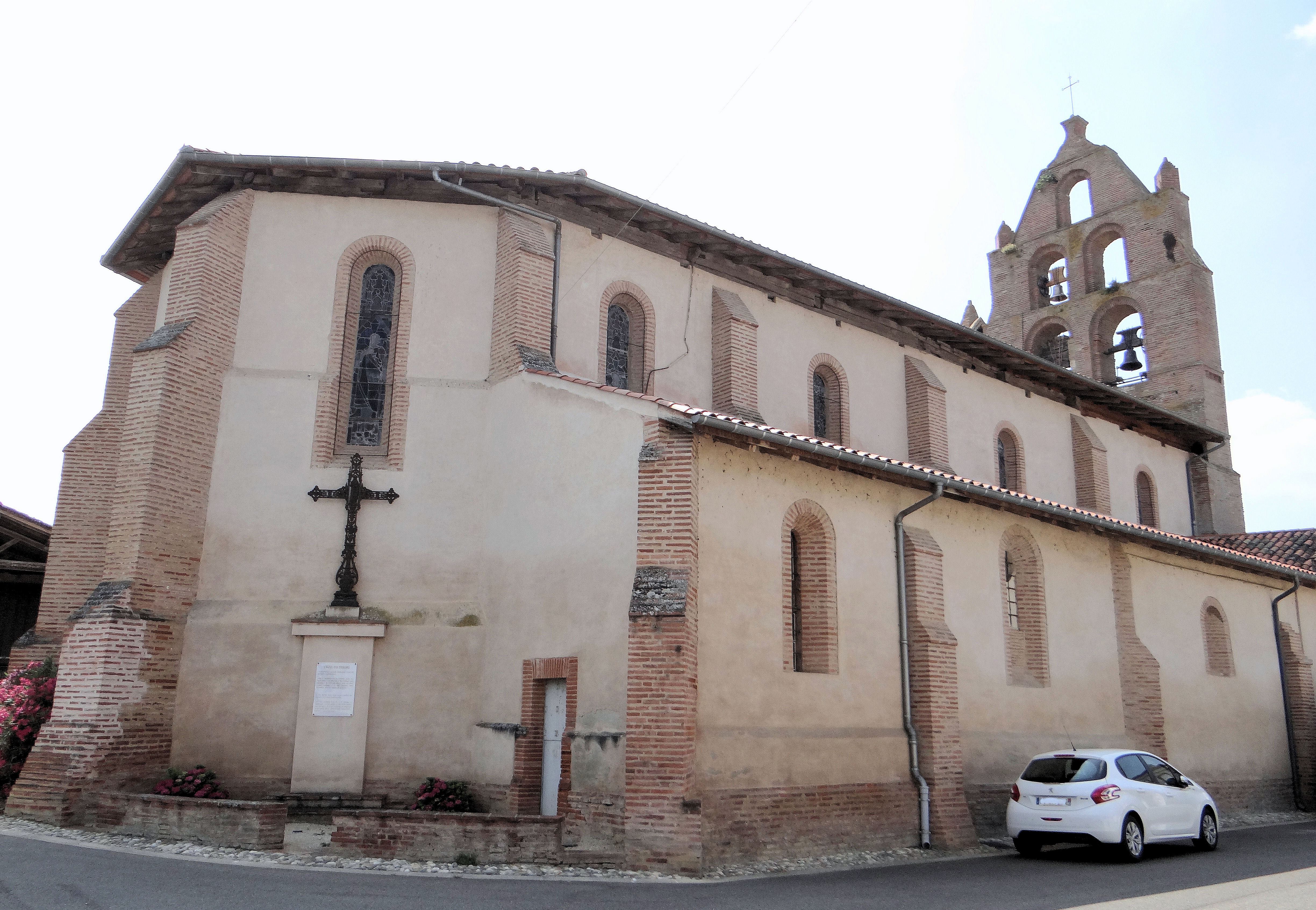
Église Saint-Jean-Baptiste

- Église Saint-Jean-Baptiste de Saint-Aignan, du XVIe siècle, en briques rouges surmontée d'un clocher-mur. L'église est inscrite au titre des monuments historiques par arrêté du 5 avril 1979[49]. De nombreux objets sont référencés dans la base Palissy (voir les notices liées)[49].
- L’embarcadère du XVIIe siècle, récemment sorti des remblais et restauré.
- La rue des Arcades avec ses « embans » et une maison bourgeoise digne d’intérêt. De nombreux pigeonniers se trouvent sur le territoire du village.

### Personnalités liées à la commune
Madame de la Tour d'Auzillis, dernière prieure, devant quitter son couvent sous la menace des révolutionnaires, écrit à sa famille : « Me voici à la veille de sortir de ma maison, mon cher neveu, pour me rendre chez vous .. En conséquence, je vous prie de me porter une robe noire, la jupe de même, une coiffe qu'on appelle anglaise et un bonnet, de petites manchettes, un mantelet .. pour pouvoir faire mon voyage tranquillement et en même temps mettre ma vie en sûreté, car il nous est expressément recommandé de ne pas sortir de notre maison avec notre costume. » (Archive privée).

## Pour approfondir